# 畑中翔太
畑中 翔太（はたなか しょうた、1984年11月7日 - ）は、日本のクリエイティブ・ディレクター、プロデューサー、脚本家。 広告制作に限らず、アーティストのプロデュース、ドラマやテレビ番組の企画・プロデュース・脚本制作も行っている。株式会社dea代表取締役。BABEL LABEL所属。

## 来歴・人物
1984年、埼玉県生まれ。中央大学附属高校、中央大学法学部卒業。2008年博報堂入社。プロモーション局に配属後、2012年より嶋浩一郎率いる博報堂ケトルに所属していたが、2021年9月末に退職、2021年10月より株式会社deaを設立。
カンヌライオンズ 国際クリエイティビティ・フェスティバル 2018 審査員。2018年クリエイター・オブ・ザ・イヤー メダリスト受賞。ACC TOKYO CREATIVITY FESTIVAL 2020、2023、2024、2025、ニューヨークフェスティバル 2020、2021審査員。現在では、広告クリエイティブの制作とともに、ドラマ・バラエティの企画・プロデュース・脚本制作も手がける。地域創生プロジェクト「絶メシ」「静岡市プラモデル化計画」の生みの親。これまでに国内外200以上のクリエイティブアワードを受賞。
コンテンツスタジオ「BABEL LABEL」に企画・プロデューサー・脚本家としても所属。

## 作品

### テレビドラマ
- 「絶メシロード[1]」（2020年1月- テレビ東京）- 企画・原案・プロデュース
- 「絶メシロード 元日スペシャル[1]」（2021年1月- テレビ東京）- 企画・原案・プロデュース
- 「八月は夜のバッティングセンターで。」（2021年7月- テレビ東京）- 企画・原案・プロデュース
- 「お耳に合いましたら。」（2021年7月- テレビ東京）- 企画・原案・プロデュース
- 「農家のミカタ」（2021年10月- テレビ東京）- 企画・原案・脚本
- 「量産型リコ -プラモ女子の人生組み立て記-」（2022年7月- テレビ東京）- 企画・原案・脚本
- 「絶メシロード season2[1]」（2022年8月- テレビ東京）- 企画・原案・脚本
- 「旅するサンドイッチ」（2022年9月- テレビ東京）- 企画・原案・脚本
- 「真相は耳の中」（2022年10月- テレビ東京）- 企画・原案・脚本
- 「絶メシロード 出張編[1]」（2023年3月- テレビ東京）- 企画・原案・脚本
- 「量産型リコ -もう１人のプラモ女子の人生組み立て記-」（2023年6月- テレビ東京）- 企画・原案・脚本
- 「こむぎの満腹記」（2023年10月- テレビ東京）- 企画・原案・脚本
- 「ポケットに冒険をつめこんで」（2023年10月- テレビ東京）- 企画・プロデュース・脚本
- 「量産型リコ -最後のプラモ女子の人生組み立て記-」（2024年6月- テレビ東京）- 企画・原案・脚本
- 「絶メシロード 2024」（2024年12月- テレビ東京）- 企画・原案・脚本
- 「絶メシロード 開幕編」（2025年3月- テレビ東京）- 企画・原案・脚本
- 「イグナイト -法の無法者-」（2025年4月- TBS）- 企画・プロデュース・脚本
- 「量産型ルカ -プラモ部員の青き逆襲-」（2025年7月- テレビ東京）- 企画・原案・脚本

### 配信ドラマ
- 「恋のはじまりは放課後のチャイムから[2]」（2018年2月- YouTube）- 企画・プロデュース
- 「パラレルスクールDAYS[3]」（2019年2月- YouTube）- 企画・プロデュース
- 「箱庭のレミング」（2021年6月- ABEMA）- 企画・プロデュース・脚本
- 「MISS KING / ミス・キング」（2025年9月- ABEMA）- 企画

### バラエティ
- 「KURAGAE –私たちのこと、推してください！-」（2020年4月- テレビ東京）- 企画・プロデュース
- 「畑そのまんまレストランにする。」（2020年9月- テレビ東京）- 企画・プロデュース
- 「種から植えるTV」（2022年4月- テレビ東京）- 企画・プロデュース

### 舞台
- 「なにわシーサー's」（2025年7月-）- 脚本・作詞

### 漫画
- 「夢喰い」（2022年3月-）- 原作・シナリオ

### CM
- パーソル「ニッポンの人事部長」シリーズ
- LINE「ツムツムアカデミー」
- Qoo10「ネットショッピング王座決定戦」「ネットショッピンググランプリ」「メガ割ワリィワリィ」
- 森永乳業 パルム「結論、パルム。」シリーズ
- 森永乳業 MOW「MOWいいかい？MOWいいよ」「愛すべきバニラ」
- 森永乳業 ミロハ「オレに、甘えちゃいな。」
- tomosnote「「ひとりじゃない」と感じられる場所を。」
- KAGOME「GO!ME. 進め、いけ。」「土くさく、いこう。」
- フタバ「年賀状で会いましょう」
- Spotify「聴けば、沼。」
- チョコラBB「チョコラ家」シリーズ
- ペアーズ「本命ならPairs」「詳しすぎる恋バナ」「恋の面倒に、さようなら。」
- 湖池屋「この男、ピュアにつき。」シリーズ
- KIRIN 生茶
- Indeed「いい未来探し隊」シリーズ

### キャンペーン
- 絶メシリスト
- 静岡市プラモデル化計画
- Eye Play the Piano
- Yahoo! Japan「さわれる検索」
- Yahoo! Japan「トレンドコースター」
- POLA「Call Her Name」
- POLA「ニッポン美肌県グランプリ」
- TWO「HOTEL HIGHWAY」
- 松本りんご協会「Dentapple」
- 海上自衛隊「敬礼訓練アプリ」
- パルムヨギボー
- 大パルム展〜パルム愛にまみれた大博覧会〜

### MV
- MAN WITH A MISSION「Get Off Of My Way feat. GEROCK」
- Alexandros「starrrrrrr feat. GEROCK」
- BIGMAMA「Mr. & Mrs. Balloon feat. GEROCK」
- KEYTALK「ララ・ラプソディー」
- RADIO FISH「進化論」
- ジャニーズWEST「Big Shot!!」
- BEYOOOOONDS「ビタミンME」「フレフレ・エブリデイ」
- フレデリック「エンドレスメーデー」
- 四星球「キミの背中」

## 著書

### 新書
- 「チームが自ずと動きだす 内村光良リーダー論」（朝日新聞出版、2021年6月）